# Чёрное небо
| Год             | Количество дней |
| --------------- | --------------- |
| 2012            | 43              |
| 2013            | 27              |
| 2014            | 40              |
| 2015            | 70              |
| 2016            | 61              |
| 2017            | 43              |
| 2018            | 31              |
| 2019            | 13              |
| 2020            | 21              |
| 2021            | 31              |
| 2022 (по 09.02) | 24              |

Чёрное небо — наименование режима неблагоприятных метеоусловий (НМУ), которое периодически вводится в Красноярске, в Челябинске и в других крупных индустриальных городах России.

## Условия режима
Режим вводится при возникновении метеорологических условий, при которых затрудняется процесс рассеивания вредных примесей в атмосфере, из-за чего происходит кратковременное накопление загрязняющих веществ в атмосферном воздухе. Явление связано с географическим положением города, техногенными факторами и проявляется в морозную/жаркую и безветренную погоду.
В большинстве случаев в Красноярске вводится первый режим НМУ. Второй режим с 2012 года вводился единожды — в январе 2016 года, когда город был в режиме НМУ 19 дней подряд.
В Кемеровской области стабильно вводят режим черного неба несколько раз в год.
Во время режима НМУ жители чаще всего отмечают сильный смог над городом, запах гари, в отдельных случаях видимость снижается до нескольких десятков метров. Во время НМУ отмечаются такие симптомы как першение в горле, раздражение глаз, слабость, головная боль.

## Причины явления

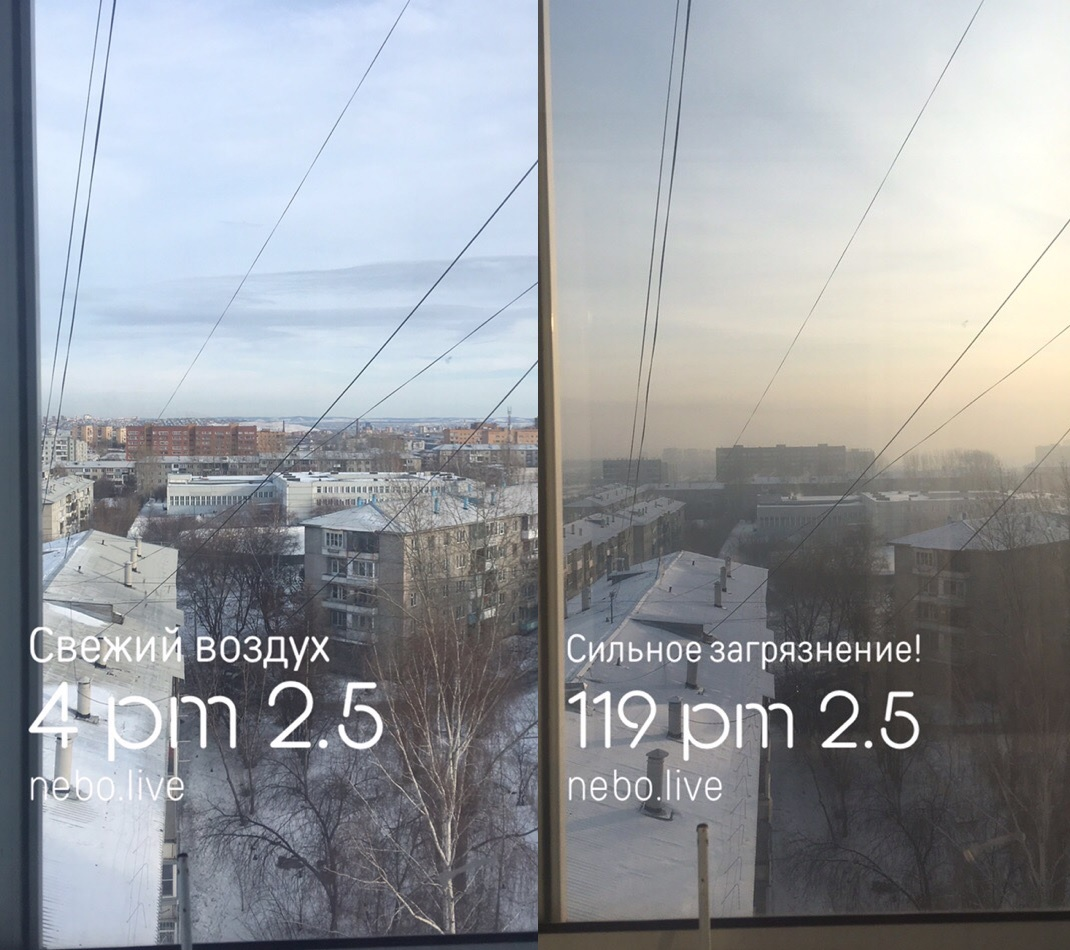
Сравнение загрязнённости воздуха при различной концентрации ультрадисперсных частиц PM_{2.5}

В качестве основных причин явления чаще всего выделяются следующие:
1. Наличие загрязнителей. Выбросы промышленных предприятий и выхлопные газы от автомобилей соотносятся как 1:1[8].
2. Большое количество маленьких малоэффективных котельных с невысокими дымовыми трубами.

А факторами, усугубляющими концентрацию:
1. Испарения от Енисея — река не замерзает даже в самый сильный мороз[9].
2. Метеоусловия — морозная/жаркая и безветренная погода[10].
3. Город географически находится в котловине.
4. Высотная застройка[11].

## Порядок введения
Решение о вводе режима НМУ принимается Среднесибирским управлением по гидрометеорологии и мониторингу окружающей среды. Порядок введения режима регулируется статьёй 19 Федерального закона «Об охране атмосферного воздуха» № 96-ФЗ.
Во время действия режима НМУ:
- предприятия должны провести мероприятия по уменьшению выбросов. Так как чаще всего вводится НМУ первой степени — предприятия должны снизить выбросы на 15—20 %[13];
- рекомендуется исключить хозяйственную деятельность, которая может быть связана с пылением;
- рекомендуется по возможности использовать вместо личного транспорта общественный;
- рекомендуется ограничить пребывание на улице при появлении неприятных запахов;
- необходимо сообщить в полицию, в случае выявления источников загрязнения.

Оповещение о вводе НМУ до жителей доводится с помощью размещения информации на официальном сайте администрации Красноярска.

## Работы по решению проблемы
В феврале 2018 года Президент России Владимир Путин встречался с губернатором Красноярского края Александром Уссом и гендиректорами ГМК «Норникель», СУЭКа и РУСАЛа для обсуждения экологической обстановки в городе. Президент выделил в качестве основной причины загрязнения — растущий парк транспорта (36 % выбросов). Другие причины — алюминиевый комбинат КрАЗ (29 %), ТЭЦ; домохозяйства, отапливаемые углём. В конце совещания Путин поручил Правительству РФ разработать план по улучшению экологии в Красноярске.
В ноябре 2018 года министр экологии РФ Дмитрий Кобылкин прилетел с визитом в Красноярск с целью проверки выполнения указов президента. Власти отчитались, что выбросы в городе уже снижены на 5—7 %. Министр также осмотрел алюминиевый завод компании РУСАЛ, где ему были продемонстрированы несколько модернизаций, повышающих экологичность производства.
В декабре 2018 года был утверждён документ «Комплексный план мероприятий по снижению выбросов загрязняющих веществ в атмосферный воздух в Красноярске» — план рассчитан до 2024 года и на его выполнение выделено 68,69 млрд рублей (бюджетных средств — 14 %). Запланированное снижение вредных выбросов на территории Красноярска — 42,58 тыс. тонн. В ближайшее время данный документ планируется опубликовать в публичных источниках.
Во время встречи президента во время Зимней Универсиады 2019 с Александром Уссом последний докладывал, что половина всех выбросов в Красноярске приходится на автомобильный транспорт и строительство в городе метро будет способствовать решению проблемы с загрязнением воздуха.

## Мониторинг загрязнённости воздуха в Красноярске
Сайт IQAir проводит мониторинг воздуха в Красноярске — 1409 место в мире в 2020 году по среднегодовому показателю загрязнения воздуха. Во время введения режима НМУ Красноярск попадает в верх списка. Например, вечером 12 февраля 2019 года Красноярск занял второе место в данном списке — была зафиксирована средняя концентрация вредных веществ по городу в 252 мкг/м³ (при норме 35 мкг/м³).
Существует также проект активистов, отслеживающий ситуацию по загрязнению воздуха в Красноярске — Nebo.live. Данный сайт был запущен красноярским активистом Игорем Шпехтом из-за несогласия с официальными данными о качестве воздуха в городе, проект позиционирует себя как сеть гражданского мониторинга воздуха. Жители устанавливают за окнами компактные устройства NeboAir, которые измеряют уровень загрязнения воздуха. Все датчики автоматически объединяются в открытую сеть. По итогам исследований выявлена связь экологических проблем города с выбросами в атмосферу теплоэнергетических предприятий в отопительный период, а также с выбросами частного сектора.
В группе ВКонтакте жители города отмечают и обсуждают текущую загрязнённость воздуха в районах города, а также факты снижения загрязнённости воздуха во время начала Зимней Универсиады 2019 или приезда в город крупных федеральных чиновников .

## Освещение проблемы
На большой пресс-конференции президента РФ Владимира Путина 19 декабря 2019 прозвучал вопрос об экологической ситуации в Красноярске. Его задала журналистка Екатерина Надольская — сибирячка, проживающая в Петербурге. Президент ответил, что экологическая ситуация в Сибири действительно «далека от благополучия», однако работа по её исправлению ведётся.
Для привлечения внимания общественности жители Красноярска пишут известным публичным личностям с просьбой осветить проблему. По таким призывам в феврале 2020 года Сергей Шнуров размещал стихи в своём Instagram, комментируя экологическую ситуацию в Красноярске; а журналист Алексей Пивоваров (Редакция) сделал репортаж, посвященный исследованию причин чёрного неба.